# بولشه‌کاچاکوو
بولشه‌کاچاکوو (انگلیسی: Bolshekachakovo) یک شهرک در شهرستان کالتاسینسکی استان باشقیرستان کشور روسیه است.